# EU's landbrugspolitik
EU's landbrugspolitik er et af EUs kerneområder.  Da det europæiske fællesskab blev etableret, var formålet at forøge landbrugsproduktionen og sikre fødevareforsyningen i Europa. Sporene fra 2. verdenskrig skræmte befolkningerne, og derfor ønskede man at blive selvforsynende. EU's landbrugspolitik gik ud på at støtte priserne på landbrugsvarer så landmændene var sikret mindstepriser for en række af de afgrøder de producerede. Det lykkedes over al forventning. EU fik en stor overskudsproduktion og var ikke længere nettoimportør af landbrugsvarer. Til gengæld gik ca. 50% af EU's samlede budget til at støtte landbruget med garanterede mindstepriser på landbrugsvarer, hektarstøtte, braklægningsordninger og lignende. 
EU's landbrugsstøtte blev uddelt efter følgende tre hovedprincipper der stadig er gældende:
- En hektarstøtte der er en direkte støtte til landmanden beregnet ud fra hvor meget jord han dyrker
- En dyrepræmie der er en direkte støtte beregnet ud fra antallet af dyr som landmanden har
- En indirekte støtte i form af garantipriser hvor EU opkøber landbrugsprodukterne hvis markedet ikke kan overholde priserne over et fastsat minimum.

## Overproduktion
I løbet af 1960’erne og 1970’erne steg landbrugsproduktionen i EF eksplosivt som følge af det kunstigt høje prisniveau. Problemet med fødevaremangel forsvandt, men et nyt problem opstod, nemlig overskudsproduktion. For at fastholde prisniveauet
opkøbte EF overskydende produkter, som blev opmagasineret i de såkaldte EF-overskudslagre. Forskellige reformer blev forsøgt med henblik på at stoppe overskudsproduktionen. For at regulere mælkeproduktionen indførte EU i '84 mælkekvoten der lagde loft over hvor meget mælk hver mælkeproducent måtte producere på årsplan, og i 1988 blev der fastsat øvre grænser for omfanget af offentlige opkøb, samt de såkaldte budgetstabilisatorer.
Men ved udgangen af 1980’erne var overproduktion stadig et uløst problem.
I '92 blev EU's landbrugspolitik reformeret i forbindelse med MacSharry-reformen. Denne gang fordi overskudsproduktionen af korn i EU var et stigende problem, derfor blev de garanterede minimumspriser (interventionspriser) for korn, raps og ærter nedsat markant. Som kompensation for den manglende indtjening indførte EU en præmie til landmænd der tog opdyrket jord ud af produktionen – den såkaldte braklægningsordning. En landmand fik tilskud for at braklægge min. 5% af sin jord. Der blev desuden indført foranstaltninger, der sikrede, at støtten blev givet med et strukturelt og miljømæssigt sigte. I '98 var 7% af den danske landbrugsjord braklagt.
I slutningen af '90'erne diskuterede EU hvordan man kunne ændre på landbrugspolitiken, da man ønskede at optage landene i Østeuropa. Dette ville forøge EU's landbrugsareal med 50% og derfor ville der ikke være råd til samme støtteordninger som førhen.
EU’s stats- og regeringsledere vedtog på Det Europæiske Råds møde i Berlin i 1999 en aftale om landbrugspolitikken frem til 2006. Aftalen, som blev kaldt Agenda 2000, fulgte op på den reformproces, der startede i 1992. Agenda 2000 indeholdte yderligere fald i de garanterede priser på landbrugsprodukter på 15-20 %. Som kompensation modtog landmændene højere tilskud i dyrepræmier og hektarstøtte. Samtidig fik landdistriktspolitikken, herunder miljøhensyn og dyrevelfærd, øget vægt.

### Agenda 2000
Kommissionen foretog i 2002 en midtvejsevaluering af den aftale om landbrugspolitikken, der var opnået med Agenda 2000. Konklusionen var, at der var behov for yderligere ændringer af den fælles landbrugspolitik, og derfor fremlagde Kommissionen i januar 2003 forslag til ny reform. Efter svære forhandlinger nåede et kvalificeret flertal af EU’s landbrugsministre den 26. juni 2003 til politisk enighed om den nye reform (Juni-reformen). Kun Portugal kunne ikke tilslutte sig aftalen.

### 2003 reformen
Med reformen fra 2003 bliver landmænd ikke længere betalt for blot at producere fødevarer. I dag er den fælles landbrugspolitik drevet af efterspørgsel. Man tager mere hensyn til forbrugerne og skatteyderne, samtidig med at man giver EU’s landmænd frihed til at fremstille de produkter, markedet efterspørger. Langt den største del af støtten til landmændene bliver betalt, uafhængigt af hvad eller hvor meget de producerer. Tidligere var det sådan, at jo mere landmændene producerede, desto større subsidier fik de. Under det nye system vil landmænd stadigvæk modtage direkte indkomststøtte for at opretholde indkomststabilitet, men forbindelsen til produktionen er blevet afkoblet. Dertil kommer, at landmændene vil være nødt til at respektere standarder inden for miljø, fødevaresikkerhed og dyrevelfærd – de såkaldte krydsoverenstemmelseskrav for at få hele EU checken udbetalt. Lever den enkelte landmand ikke op til EU's krav kan han blive trukket mellem 1-5 procent i støtten per forseelse. Ved at afskære forbindelsen mellem støtte og produktion (normalt kaldet afkobling) tvinges EU’s landmænd til at blive mere konkurrencedygtige og markedsorienterede. De kan frit producere, hvad der er mest profitabelt, samtidig med at de opnår en eftertragtet stabilitet i indkomsten.

## Landdistriktspolitik
Siden reformen af den fælles landbrugspolitik spiller landdistriktsudvikling en stadigt større rolle med hensyn til at hjælpe landdistrikterne med at klare de økonomiske, sociale og miljømæssige udfordringer i det 21. århundrede. Landdistrikter udgør 90 % af området i det udvidede EU, og fokus er her på at fremme vækst og skabe nye arbejdspladser i landdistrikterne..
Politikken for udvikling af landdistrikterne er baseret på tre vigtige retsakter: EU's strategiske retningslinjer for udvikling af landdistrikterne, Rådets forordning om støtte til udvikling af landdistrikterne fra den nye Europæiske Landbrugsfond for Udvikling af Landdistrikterne (ELFUL) og Kommissionens forordning om gennemførelsesbestemmelser.
EU's strategiske retningslinjer fastlægger de områder, som er vigtige for, at EU's prioriteter kan virkeliggøres, og udstikker en række muligheder, som medlemslandene kan anvende i deres nationale strategiplaner og programmer for udvikling af landdistrikterne. I de nationale strategiplaner omsættes retningslinjerne, så de tilpasses de nationale forhold på baggrund af regionernes behov. Programmer for udvikling af landdistrikterne fører de nationale strategiplaner ud i livet.
For hvert sæt prioriteter foreslår EU's strategiske retningslinjer centrale aktiviteter. Medlemslandenes nationale strategier for udvikling af landdistrikterne tager udgangspunkt i seks strategiske EU-retningslinjer, som skal bidrage til at:
- Fastlægge de områder, hvor EU-støtte til udvikling af landdistrikterne skaber den største værditilvækst på EU-plan
- Knytte forbindelse til de vigtigste EU-prioriteter (Lissabon, Göteborg)
- Sikre overensstemmelse med EU’s øvrige politikker, særlig samhørigheds- og miljøpolitikken
- Gennemføre den nye markedsorienterede fælles landbrugspolitik og den dermed forbundne omstrukturering i både de gamle og de nye medlemslande.

De seks strategiske retningslinjer er:
- Forbedring af landbrugets og skovbrugets konkurrenceevne
- Forbedring af miljøet og landskabet
- Forbedring af livskvaliteten i landdistrikterne og tilskyndelse til diversificering af økonomien
- Opbygning af lokale beskæftigelses- og diversificeringsmuligheder
- Prioriteternes omsætning til programmer
- Komplementaritet mellem EU's ordninger.

Politikken for udvikling af landdistrikterne 2007-2013 fokuserer på tre områder i overensstemmelse med de tre tematiske akser, der er fastlagt i den nye forordning om udvikling af landdistrikterne: forbedring af landbrugets og skovbrugets konkurrenceevne, forbedring af miljøet og landskabet samt forbedring af livskvaliteten i landdistrikterne og diversificering af økonomien. En fjerde såkaldt "Leader-akse", der bygger på erfaringen med Leader-fællesskabsinitiativerne, åbner mulighed for lokalt baserede bottom-up-metoder for udvikling af landdistrikterne.
Den nye programmeringsperiode giver en enestående mulighed for at fokusere støtten fra den nye landbrugsfond for udvikling af landdistrikterne på vækst, beskæftigelse og bæredygtighed.
Europa-Kommissionens forordning om gennemførelsesbestemmelser for ELFUL 2007-2013 fastlægger detaljerede regler for forvaltningen af programmerne.
De nationale strategiplaner og programmer for udvikling af landistrikterne er blevet sendt til Europa-Kommissionen.
Kommissionen forventes at godkende i alt 94 nationale eller regionale programmer for udvikling af landdistrikterne. 

## EU’s landbrugsreform 2014-2020
Baggrund for reformen
I forlængelse af EU’s landbrugsreform 2007-2013 har EU’s medlemslande vedtaget en ny landbrugsreform gældende for perioden 2014-2020.
I Danmark har tre fokusområder når den nye landbrudspolitik skal implementeres. De er:
1. Landbrugets rammevilkår skal understøttes: sikre at danske landmænd kan konkurrere på lige vilkår med andre europæiske landmænd. Støtten skal målrettes landbrug og ikke andre type brancher. Mere støtte til unge nyetablerede landmænd.
2. Landbrugets grønne indsats skal belønnes: landmændene skal leve op bestemt krav om at yde en ”grøn” indsats for at få del i grundbetalingen.
3. Administrationen skal være enkel: Af hensyn til landmænd og skatteborgere skal de nye regler gennemføres så enkelt som muligt

EU's fælles landbrugspolitik er bygget op omkring to søjler. Søjle 1 omhandler markedsforanstaltninger og direkte årlig støtte til landmændene, hvor søjle 2 er landdistriktsforanstaltninger og støtte til projekter over en flerårig periode. 
Der kan overføres op til 15% af de tildelte midler mellem søjle 1 og 2. i Danmark bliver der i 2017 overført 7% fra den direkte landbrugsstøtte til landdistriktsprogrammer.
Den fælles markedsordning (søjle 1)
Markedsordningen, som trådte i kraft 1. januar 2014, har til formål at stabilisere EU's indre markeder og sikre landbrugsbefolkningen en rimelig levestandard.
Ud over den direkte landbrugsstøtte omfatter søjle 1:
- regler for offentlig intervention
- støtte til privat oplagring for forskellige sektorer
- regler for handel med tredjelande
- regler for undtagelser fra de europæiske konkurrenceregler

Landdistriktsprogrammet 2014-2020 (søjle 2)
Landdistriktsprogrammet 2014-2020 løber over en syvårig periode og har til formål at støtte udviklingen af landbruget, styrke miljø- og klimaindsatsen samt bæredygtig brug af naturressourcer i landdistrikterne.   
Landdistriktsprogrammet føres ud i livet gennem en række tilskudsordninger finansieret af midlerne fra den Europæiske Landbrugsfond for Udvikling af Landdistrikterne. Tilskudsordningerne kan søges af landmænd, virksomheder, befolkningen samt andre med initiativer, der bidrager til programmets formål.
I Danmark er det Landbrugs- og Fiskeristyrelsen, som varetager administration og kontrol af begge søjler.

## Kritik
Der er af blandt andet Folkebevægelsen mod EU og Folkebevægelsens Ungdom mod EU rejst kritik mod EU's landbrugspolitik, idet det blandt andet gøres gældende, at denne har en negativ indvirkning på den 3. verden.

## Eksterne kilder og henvisninger
- EU's Landbrugspolitik  Arkiveret 27. november 2020 hos  Wayback Machine på mfvm.dk

 Der er for få eller ingen kildehenvisninger i denne artikel, hvilket er et problem. Du kan hjælpe ved at angive troværdige kilder til de påstande, som fremføres i artiklen.